# (1662) Hoffmann
(1662) Hoffmann – planetoida z pasa głównego asteroid okrążająca Słońce w ciągu 4 lat i 198 dni w średniej odległości 2,74 au. Została odkryta 11 września 1923 roku w Landessternwarte Heidelberg-Königstuhl w Heidelbergu przez Karla Reinmutha. Nazwa planetoidy pochodzi od Irmtraud Hoffmann, synowej odkrywcy. Przed nadaniem nazwy planetoida nosiła oznaczenie tymczasowe (1662) A923 RB.